# Schubanhänger
Ein Schubanhänger ist ein motorisierter Anhänger, der das ziehende Fahrzeug entlastet oder sogar schiebt. Eine spezielle Form ist der „Phantom-Anhänger“, der auf eine Art gesteuert wird, dass das Zugfahrzeug weder geschoben noch gebremst wird. Es gibt sowohl Schubanhänger, die für zusätzliche Lasten gedacht sind, als auch solche, die lediglich dem Fahrzeug einen zusätzlichen Antrieb durch Anschub bieten.

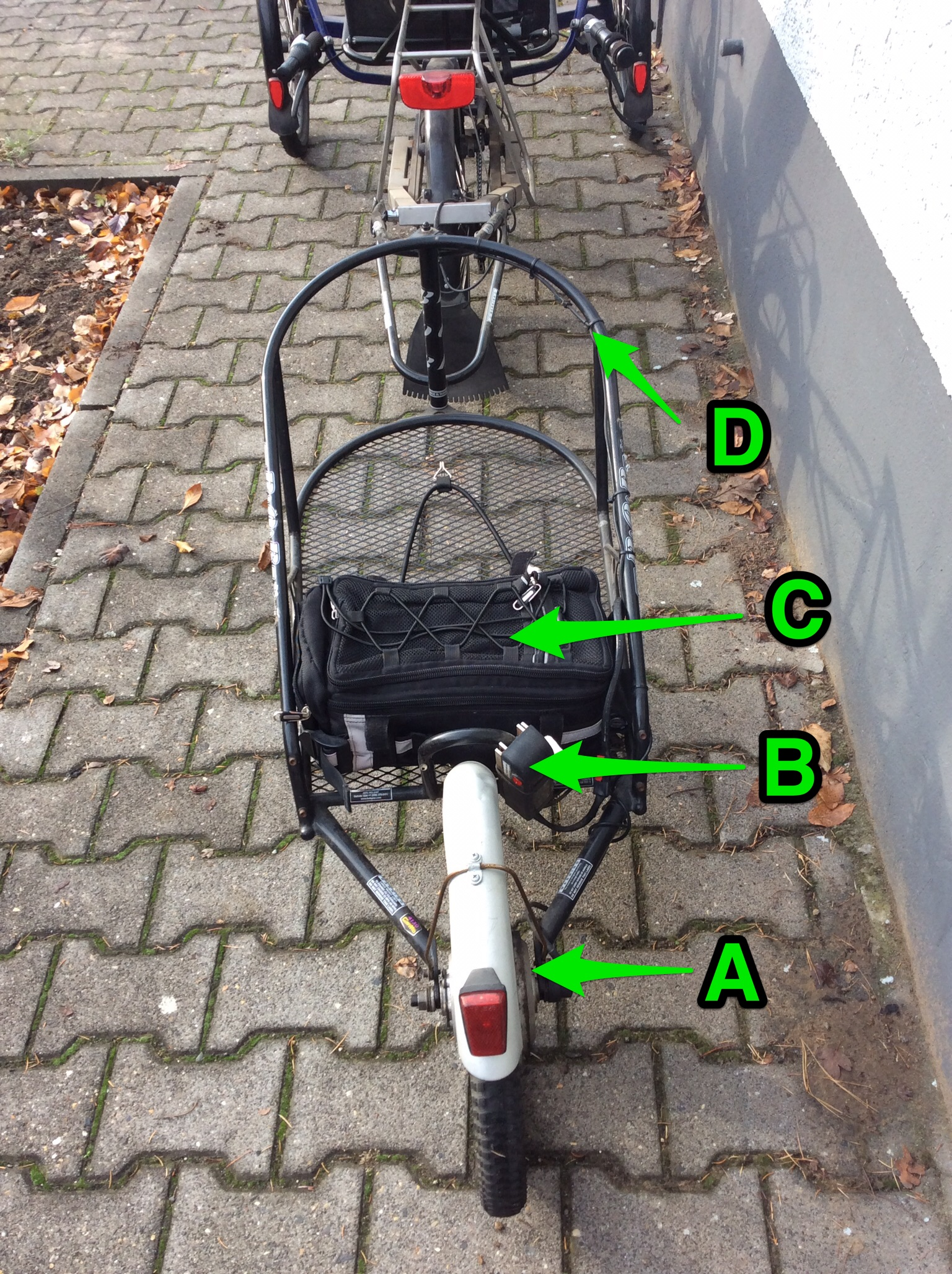
Einspur-Schubanhänger von hinten (inkl. Teile des geschobenen Dreirades) A: Nabenmotor, B: Controller, C: Akkupack, D: Kabelverbindung zur Steuerung am geschobenen Rad

## Anwendung
Der Schubanhänger findet Anwendung für Fahrzeuge mit schwacher Leistung, deshalb ist die häufigste Anwendung das Anhängen an einem Fahrrad.
Es gibt jedoch auch Schubanhänger zum Anhängen an ein Elektroauto.
Der Antrieb ist in der Regel elektrisch; solche Anhänger werden deshalb als Elektro-Schubanhänger bezeichnet.
Mit Schubanhängern werden mehrere Ziele verfolgt:
1. Entlastung des Zugfahrzeuges: ein Fahrradfahrer kann mit einem Schubanhänger je nach technischer Ausführung auch große Lasten transportieren, ohne Einbußen bei der Geschwindigkeit hinnehmen zu müssen. Bei der als „Phantom-Anhänger“ bezeichneten Variante wird der Motor z. B. durch einen Kraftsensor an der Kupplung exakt so gesteuert, dass der Anhänger mitläuft, als wäre er nicht da, also die Beschleunigung und die Bremsung des Fahrrads nachbildet und auf dieses entweder gar keine oder eine konstante Schubkraft ausübt.[6]
2. Generell lässt sich der baubedingt kleine Frachtraum eines Fahrrads durch einen Anhänger deutlich vergrößern. Erhöhte Zuladung kann im nächsten Schritt einen Antriebsmotor nötig machen, der im Schubanhänger bei der Last und nicht am Fahrrad verbaut ist.[7]
3. Zusätzlicher Leistungsgewinn durch die Motorisierung: dem Fahrrad wird durch den Anhänger mechanische Leistung zugeführt, das entlastet den Fahrradfahrer und er kann bei entsprechender Motorsteuerung die Fahrtgeschwindigkeit erhöhen. Solche Schubanhänger befinden sich gesetzlich in einer Grauzone, da es im Gegensatz zum auf 25 km/h begrenzten Pedelec keine klaren Zulassungsbestimmungen für Fahrrad-Schubanhänger gibt.[8]
4. Bremshilfe: Je größer die Masse eines ungebremsten Anhängers im Verhältnis zum Fahrzeug plus Fahrer, desto kleiner ist die mögliche Bremswirkung des gesamten Gespanns. Beim Schubanhänger besteht die Möglichkeit des motorischen Bremsens oder sogar der Nutzbremsung. Diese können sowohl die Reichweite und die Fahrstabilität des Gespanns erhöhen, als auch den Verschleiß der mechanischen Bremsen verringern.

Freilaufmotoren vermeiden zusätzlichen Rollwiderstand bei Nichtbenutzung. Zweigang-Freilaufmotoren bieten eine Wahlmöglichkeit der Übersetzung und schalten manchmal auch die Steuerung selbsttätig um. Mit Zweigang-Motoren kann der beste Motorwirkungsgrad in den individuell häufigsten Geschwindigkeitsbereich unter Last gelegt werden (z. B. 15 km/h). Der E-Schubanhänger bietet den Vorteil, dass der Nutzer sein eigenes vorhandenes Fahrrad weiterverwenden kann und der Schubanhänger an verschiedenen Fahrrädern genutzt werden kann.

## Markt
Wegen der ungeklärten Zulassungsbestimmungen sind derzeit (Stand 2025) in Deutschland erhältliche Modelle nur innerhalb der EU und UK käuflich. In Deutschland erhalten private Unternehmen für den Lastentransport damit eine Förderung von 25 % des Kaufpreises bis max. 3500 €.
Es gibt für Fahrrad-Schubanhänger eine entwickelte, pedelec-konforme Funkansteuerung, die – am Pedal installiert – erst beim Pedaltreten in Abhängigkeit zur Trittfrequenz „Gas“ gibt. Sofern die 250 Watt Dauerleistung und 25 km/h nicht überschritten werden, nähert sich diese Kombination eines Elektro-Fahrradanhängers damit der Pedelec-Definition.